# Forte di Montalbano
Il forte di Montalbano (Fort du mont Alban in francese) è una fortificazione della città francese di Nizza situata sull'altura omonima. Domina ad est la rada di Villafranca e ad ovest la baia degli Angeli. È stato iscritto nel registro dei monumenti storici di Francia il 20 febbraio 1909.

## Storia e descrizione
In seguito all'assedio di Nizza del 1543 il duca Emanuele Filiberto di Savoia decise di rafforzare il sistema difensivo della città, allora unico porto dello stato sabaudo. Giovanni Maria Olgiati, ingegnere militare dell'imperatore Carlo V d'Asburgo decise quindi fortificare ulteriormente la costa costruendo un forte tra il castello di Nizza e la cittadella di Villafranca. Il progetto per realizzazione della nuova struttura venne quindi affidato all'ingegnere-architetto Domenico Ponzello, il quale disegnò un edificio pensato secondo i moderni canoni basati sull'utilizzo delle artiglierie. I lavori, iniziati ufficialmente il 5 aprile 1557, furono supervisionati da Andrea Provana di Leinì, governatore di Nizza.
Il 21 marzo 1691, durante la guerra della Grande Alleanza, il forte si arrese senza combattere alle truppe del maresciallo Nicolas Catinat. Occupato dai francesi sino al 1706 fu restituito ai Savoia con il trattato di Utrecht del 1713.
Nel corso della guerra di successione austriaca fu evacuato dalle truppe sabaude il 21 aprile 1744 e occupato dagli ispano-francesi. Tornò in possesso dei piemontesi quattro anni più tardi. Nel settembre 1792 il forte fu ripreso dalle truppe francesi dopo l'occupazione di Nizza.
Durante la seconda guerra mondiale vi fu insediato un posto di trasmissione italiano seguito da uno tedesco dopo l'8 settembre 1943. Nel novembre 1958 vi fu installata un'antenna televisiva.
Ceduto dalle autorità militari francesi al ministero della Cultura, nel maggio 2007 il forte di Montalbano fu venduto al comune di Nizza.
La struttura ha una pianta quadrangolare, con ai vertici quattro bastioni.